# 臺北市立麗山高級中學

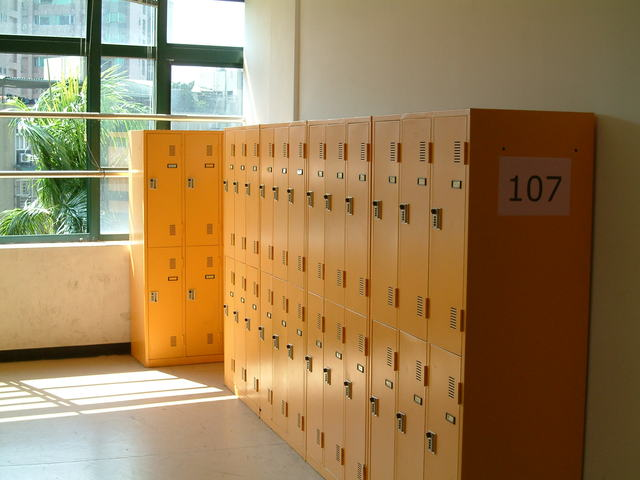
學生置物櫃

臺北市立麗山高級中學（英語：Taipei Municipal Lishan Senior High School，簡寫為LSSH），簡稱麗山高中。設校於臺北市內湖區，1993年起籌備，曾一度名為「麗山科學高中」，於2000年正式成立招生。
為建立臺灣第一所「以科學方法為主、以人文素養為輔的全人教育」為發展重點的學校。因應國際未來發展趨勢，學校重點在於培育國家數理特殊長材之學生，各科設有「研究方法」、「專題研究」課程，強化學生自主學習、獨立思考、及解決問題的能力，培育「能思考、有教養、富創意、具國際觀與行動力」的學生。該校也以此特點吸引部份傳統名校的學生族群。近年也將其在自然科學所累積的成功經驗逐步推廣到社會科學及語文領域。培養校內學生之餘也常舉辦各式科學營隊、教室觀課推廣科學教育，廣邀各界師生、民眾蒞校交流。

## 歷史及重大事件
| 年代   | 內容 |
| ------ | --- |
| 1991年 | 臺北市政府教育局成立「規劃麗山科學高中指導委員會」，進行校務及校舍的整體規劃。 |
| 1993年 | 成立「臺北市立麗山高級中學籌備處」聘請鄭顯三先生為籌備主任。 |
| 1999年 | 專案簽報臺北市政府教育局同意校名冠以「科學高中」，11月市府首長會報室招開「麗山高中創校暨招生」簡報，招生計畫決定加入聯招，校名決定不冠「科學」二字。 |
| 2000年 | 正式成立，招收第一屆學生。成為臺灣第一間且唯一一間採用跑班制、必修專題研究的高中。 |
| 2004年 | 正式成立數理資優班。 |
| 2005年 | 進行新舊任校長交接典禮，而鄭顯三校長正式退休，結束長達十二年的麗山籌備與營運工作。 正式成立體育班，招收射箭、手球、田徑、跆拳道之體優學生。 邢本元、黃維綱同學獲美國國際科展最傑出團隊獎、一等獎、歐盟青年科學家競賽推薦獎，及科技通訊協會、美國聲學學會兩項特別獎，並保送臺灣大學電機系。 |
| 2006年 | 開始每年一度與美國太空總署（NASA）的視訊會議。8月申請通過國家科學委員會「科學與科技課程研究發展實驗計畫」（高瞻計劃）第一期補助。 榮獲臺北市第39屆中小學科學展覽會高中團體組第三名。 榮獲美國INTEL國際科展工程類大會團隊獎第一名。 榮獲英特爾國際科技展覽會工程學科大會團隊一等獎。        |
| 2007年 | 物理科教育團隊榮獲教育部頒發的「教學卓越金質獎」。 |
| 2007年 | 時任郝龍斌市長宣佈，麗山高中、中崙高中與和平高中正式加入微軟的未來學校第二階段專案。。 獲教育部高中優質化計畫補助：「國際化優質科學高中」 |
| 2008年 | 成立臺北市首見五米高「數位化全天幕」星象館，由臺北市政府教育局長吳清山主持揭幕儀式。 |
| 2009年 | 被選為2009台北聽奧接待學校。 |
| 2011年 | 舉辦「高瞻方案亞太科學教育研討會－探究性學習在高中教育的實踐」，邀請國內外共15所高中職校長、教師，及各大專院校之專家學者參與。 |
| 2012年 | 申請通過國家科學委員會「第二期高瞻計畫：高中職新興科技課程研發與推廣計畫」補助。 榮獲臺北市中小學科展高中團體第一名。 |
| 2013年 | 榮獲教育部認證為「優質高中」。 榮獲臺北市中小學科展高中團體第一名。 |
| 2014年 | 臺灣國際科展（TISF）指定接待學校。 |
| 2015年 | 臺灣國際科展（TISF）指定接待學校。 擔任該學年度基北區高級中等學校免試入學委員會主辦學校。 退休校長鄭顯三校長及陳偉泓校長受邀擔任校務發展委員會顧問。 臺北市104年度中等學校學生科學研究獎助計畫，共計獲得一等獎3件、二等獎3件、三等獎5件、佳作12件，共計27萬補助款，為全臺北市之首。        |
| 2016年 | 高二教育（畢業）旅行結合校本專題課程及服務學習，至屏東九如國小與惠農國小服務，推廣科學教育。 教育部「104學年度資訊科技融入教學創新應用團隊選拔」高中職組北臺灣唯一入選學校。 |
| 2017年 | 通過優質化輔助方案及十二年國民基本教育課程綱要前導學校補助。 由學生自行發起組成管樂團參與臺北市音樂比賽，並由王立澔同學擔任樂團指揮，為臺北市音樂比賽中首次由學生擔任樂團指揮參與比賽的創舉，該次比賽樂團獲得第二名。 臺北市政府教育局核定通過本校107學年度資訊科學特色班招生。            |
| 2018年 | 正式成立資訊科學特色班。 教育部高中職行動學習推動計畫榮獲特優。 |
| 2019年 | 機器人團隊榮獲FRC新秀全明星獎，獲得世界決賽資格。 承辦臺北市第52屆科學展覽競賽，獲得特優作品6件、優等2件，並榮獲高中組團體冠軍。 |
| 2021年 | 首次參加全國高中英文辯論比賽，獲得非政策組團體優勝。 |
| 2021年 | 體育班射箭隊校友鄧宇成獲得東京奧運男子射箭團體組銀牌。 |
| 2024年 | 全國高中英文辯論比賽，獲得政策性辯論團體優勝，及個人獎優秀辯士。 |

## 歷任校長
| 任期     | 姓名   | 任職期間                    | 備註                                                             |
| -------- | ------ | --------------------------- | ---------------------------------------------------------------- |
| 籌備主任 | 鄭顯三 | 1993年8月1日～2000年6月30日 |                                                                  |
| 第一任   | 鄭顯三 | 2000年7月1日～2005年7月31日 | 退休，後受聘為校務發展委員會顧問                                 |
| 第二任   | 陳偉泓 | 2005年8月1日～2011年7月31日 | 轉任市立建國中學校長（於2015年退休），後受聘為校務發展委員會顧問 |
| 第三任   | 徐建國 | 2011年8月1日～2015年7月31日 | 轉任市立建國中學校長（於2022年退休），後轉任衛理女中校長         |
| 第四任   | 柯明樹 | 2015年8月1日～2022年7月31日 | 原教務主任，首位由校內基層教師擔任的校長，轉任市立大同高中校長   |
| 第五任   | 陳汶靖 | 2022年8月1日～              | 原市立北一女中教務主任升任                                       |

## 交通

### 臺北捷運鄰近捷運站
- 臺北捷運文湖線港墘站：步行至本校，約十分鐘。

### 臺北市市區公車鄰近站牌
- 「麗山高中(環山)」
  - 214、256、268、紅31、藍20區、藍27
- 「麗山高中(港墘)」
  - 214、222、268、551、藍20區、首都客運1573A繞駛麗山高中、國光客運1801、國光客運1801A
- 「捷運港墘站(內湖高工)」
  - 21、28、214、222、247、247區、267、268、286副、287區、620、646、681、683、紅2、藍7、藍7副、藍26、通勤18、內科通勤19、內湖幹線、946、946副、跳蛙公車五股－內湖科技園區、國光客運1843
- 「港墘派出所」
  - 0東、21、222、551、646、652、紅3、紅3區、藍7、藍7副、藍26、946、946副、跳蛙公車淡水－內湖科技園區、跳蛙公車蘆洲－內湖
- 「西湖圖書館(湖光教會)」
  - 0東、28、214、222、247、247區、267、278、286副、287區、620、681、683、紅2、藍20區、內湖幹線、跳蛙公車萬里－內湖科技園區、國光客運1801、國光客運1801A
- 「瑞光港墘路口」
  - 21、552、556、645、645副、902、946、946副、950、955、紅3、紅3區、紅31、藍27、綠16、棕20、內科通勤2、內科通勤3、內科通勤6、內科通勤7、內科通勤8、內科通勤10、內科通勤11、內科通勤12、內科通勤13、內科通勤15、內科通勤16、內科通勤17、內科通勤18、內科通勤20、內科通勤21、內科通勤專車—圓山直達車、跳蛙公車林口-內湖科技園區、跳蛙公車泰山—內湖、跳蛙公車瑞芳—內科(北客)、跳蛙公車三峽—內科、跳蛙公車瑞芳—內科(基客)、跳蛙公車五股—內湖科技園區、跳蛙公車三重—內科、跳蛙公車萬里—內湖科技園區、跳蛙公車泰山—內湖(直達)、首都客運1573、首都客運1573A繞駛麗山高中

### 臺北市公共自行車租賃系統鄰近站點
- 公共腳踏車：Youbike麗山高中、捷運港墘站(2號出口)

## 環境
麗山高中地勢坐北朝南，正門位於校地南側，環山路與港墘路交會路口。
校園建築以圖書館—中軸大道—校門構成的南北軸線為界，以西規劃為體育場地，設置室外籃球場、體育館與操場；以東規劃為室內教學場地，有游泳池、藝能大樓、科學大樓、人文大樓以及行政大樓，共五棟建築。
- 校內師長一般以「教學區」稱呼藝能大樓、科學大樓與人文大樓三棟涵蓋範圍，而三棟建築根據南北方向也有南棟、中棟、北棟之暱稱。

### 建築

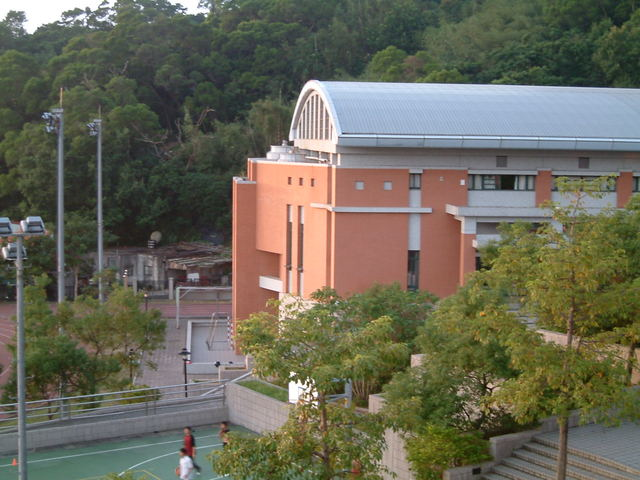
體育館建築

麗山高中校內建築坐落並非常見的方正規劃，以下由最南之校門口依次介紹至最北之游泳池。
- 傳達室

樓高一層，作為控制校園出入、收取郵件包裹以及放置交通隊器材之空間。
- 行政大樓
  - 位於校園南側，樓高三層，地下兩層停車場，西側有一電梯，為校長室、校史室、秘書室、人事室、輔導室、總務處、健康中心所在。原本教務處也設於此，後因應作業方便遷移至中棟一樓。
  - 一樓設有會議廳一間，常作為教職員或外校來賓參與之會議場所。
- 人文大樓（南棟）
又稱南棟或S棟，位於相對南方。教室編號S101~S510。
樓高五層，二樓與其以上每層北側各有兩條走廊連接科學大樓。校內的社會、國文、英文學科教室均設於此，依據學科分別置於各樓層。值得注意的是，雖北、中、南三棟樓層相連，但是樓層號碼卻依不同樓層之地勢而編，因此南棟二層相當於中棟一層，也相當於北棟地下一層。

- 科學大樓（中棟）
又稱中棟或M棟。教室編號M101~M510。
樓高五層，地下一層為停車場，每層南北各有兩條風雨走廊連接其他兩棟大樓。校內的實驗室都集中於本棟，依據學科分別置於各樓層。本棟有部分班級教室。根據依地勢編排樓層的規則，中棟三層相當於南棟四層、北棟二層。

- 藝能大樓（北棟）
又稱北棟或N棟，位於相對北方。教室編號N101~N510。
位於游泳池南方，為藝能科教室與辦公室的所在地。樓高五層，地下一層為停車場，每層南側有兩條風雨走廊連接科學大樓。本棟是北、中、南三棟中唯一沒有班級教室的大樓。

- 圖書館全校最北側的建築（游泳池除外），為全校制高點，坐北朝南。樓頂有一大鐘，遠從校門口即可望見，是最具代表性的建築。地下一層、地上三層，南側有一電梯。

- 體育館

位於圖書館西南方，地上兩層。
一樓為挑高之綜合體育場，可供籃球、排球、羽球等運動及全校性集會場所使用，也是校內最大表演場地。南側有體育辦公室與器材室各一間，目前體育科辦公室已搬遷至北棟一樓。
二樓週邊為看台，後台二樓為控制室。
地下一層，有桌球場、韻律教室及器材室。
體育館亦為麗山三大學生活動（高一大跳繩、高二Taibo、高三畢業舞會）及畢業典禮的舉辦地點
- 游泳池

位於圖書館東方，為校內最後落成的建築，使用太陽能熱水器加溫池水。內有男女盥洗室、廁所。

### 活動場地
- 花園

位於北棟一樓與中棟二樓之間的花園。
- 游泳池

位於圖書館東方，為校內最新後落成的建築，使用太陽能熱水器加溫池水。
- 操場

位於校地最西側，為200米標準PU跑道，內場為手球場及排球場，西側常為射箭隊練習場所，東側為司令台、旗桿。
- 室外籃球場

位在操場與中軸大道之間，為兩個全場，亦可轉換為排球場。2006年8月起進行整修，於同年11月中完成。
- 網球場

位於圖書館東北方，與高爾夫練習場相鄰，假日、放學後會開放社會人士使用。
- 高爾夫球練習場

位於圖書館正北方，假日、放學後會開放社會人士使用。現為棒球社練習場地

### 景觀

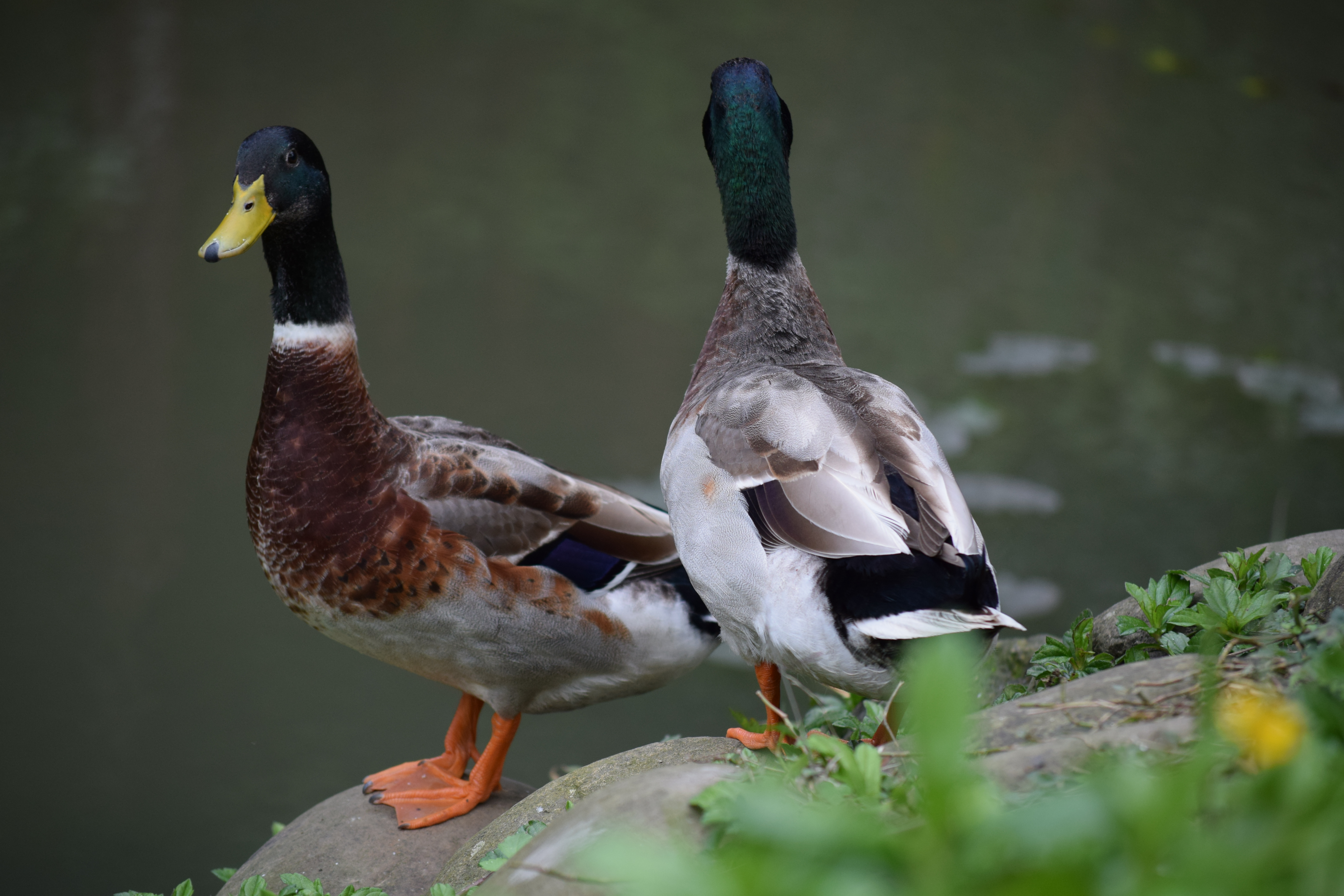
麗山校鴨 綠頭鴨

- 青蛙池

此池位於體育館與圖書館之間，為建校之初為保持原地區特有種生物生態而設置，以石頭砌成，成愛心形。該池會出現貢德氏赤蛙。
- 生態池（沉砂池）

此池位於校園北界上，為應水土保持之需而闢，目前因山坡上利用生態工法建立攔沙壩，沉砂池已變為生態池，裡面有臺灣特有種「臺灣萍蓬草」，夏天時可看見螢火蟲。早期曾出現美國螯蝦，近期出現布袋蓮。因網球場就在生態池旁，所以池內常有誤打落入的網球。池旁可以看到麗山校鴨（綠頭鴨）。
- 小山丘

位於校地西南角。丘頂設有觀景台，並有迴音牆的設計，另有一座石敢當在此坐鎮。站在其上可以觀望麗山校園。

### 公共藝術
麗山高中為公立高中，依法須設置公共藝術。法源來自文化藝術獎助條例第九條：「公有建築物應設置公共藝術，美化建築物及環境，且其價值不得少於該建築物造價百分之一。」而所謂的「公有建築物」定義，可見建築法第六條：「本法所稱公有建築物為政府機關、公營事業機構、自治團體及具有紀念性之建築物。」以及文化藝術獎助條例施行細則第八條：「本條例第八條至第十條所稱公眾使用及公有建築物，係指依建築法規定，經主管機關核發建築執照之公眾使用及公有建築物。」因此在該校規劃籌備期間，就已編列預算設置公共藝術。
該校公共藝術委託中國文化大學蒲浩明副教授設計，於2005年落成，共有五件分別設於校園各處，總經費新臺幣784萬4800元。
以下為麗山高中的五件公共藝術：
- 飛鳥

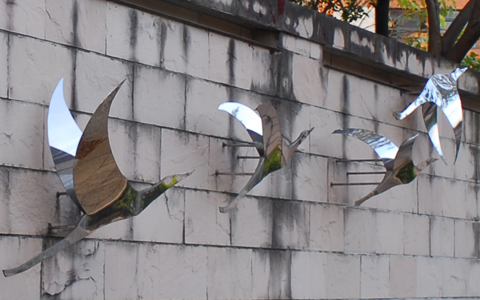
飛鳥：麗山高中

位於校門口西側水池圍牆，由七件不鏽鋼雕塑組成。設計概念來自內湖區常見鳥類白鷺鷥飛翔的姿態。其下方水池裝設LED燈，是由臺灣大學教授開發特別設置的，使用太陽能儲存電力，晚上五彩繽紛，別具特色（現並無儲水）。
- 小水滴的對談

位於行政大樓前廣場，由警衛室入口進入即可見到，由三件銅烤漆雕塑組成。象徵師生、朋友，親子之間的情感及知識與心靈的交流互動。
公共藝術本身由一大兩小的水滴構成，亦表示水的分子模型。
- 誕蛋

位於科學大樓（中棟）正門右側廣場，由五件大理石雕塑組成。設置在科學大樓（中棟），代表著經過科學教育重新誕生。蛋形象徵誕生，而幾何切割代表了生命接受了教育的洗禮，呈現每個人的特別和多元。
- 麗山之星

位於中軸大道最高點之方形草坪上，為四件不銹鋼雕塑組成。四個三角形既構成了「山」之古字，不鏽鋼表面刻有許多符號，象徵各式各樣的知識，也有意含胡適所說「學問有如金字塔」之意，由於四個三角形可組成一個框框，所以該公共藝術也具有「學習需打破既有框架」的意涵。麗山之星上刻有許多自然科學及人文科學的象徵符號，以象徵其科學與人文的結合。
- 時光之旅

位於圖書館前中庭側牆上，共33件不鏽鋼雕塑組成。原始設計是要將歷屆畢業生各班簽名翻銅置於其中，目前以護貝過的簽名影本紙張替代。

## 學生活動

### 校慶
- 每年年底（約11月）舉辦，通常排在星期六，前一周是「科學周」，在該周會舉辦各式科學競賽、活動、發表、講座[10]，近年曾邀請臺大葉丙成教授[24]、氣象專家彭啓明[25]等多位專業人員。
- 校慶若逢5或10周年會擴大慶祝，在校慶當天常會有驚喜[註 6][26][27]）。
- 在校慶前一天晚上有點燈儀式，晚上六點，開始前由留在學校觀禮的同學齊唱校歌，儀式則把鐘樓、圖書館、中軸的燈及加上臨時架於麗山之星四周的照明全數點亮[28]。

### 各年級活動
麗山學生於高一、高二、高三都有屬於該年級的活動，這三大活動對麗山學生的意義重大，畢業多年以後印象仍然深刻。
- 高一大跳繩：訓練學生的默契，每隊由兩人甩繩、十人跳繩。
- 高二Taibo：Taibo是一種戰鬥有氧操，規定全班每一位同學都必須參與，中間會有16個小節的動作由各班自行設計，主要展現學生的團隊合作。
- 高三畢業舞會：與臺灣其他高中不同，麗山的舞會不只社團表演，所有參加的學生必須著正式禮服、邀舞伴參加，體育館會被布置成舞池，跳國標舞（於高三體育課教授）。高三畢業舞會常常會被視為是高中畢業的成人禮[29]。

### 自創畢業歌
麗山畢業生從第十屆開始創作自己屆的畢業歌曲，並錄製MV。多由學測已經有學校的應屆畢業生負責製作，歌詞內容常常會加入麗山學生的學校生活，像是合作社、專題課程、實驗室、Taibo比賽、時光膠囊（於高一新生訓練時每個學生會留下給三年後的自己的一封信）...等。

### 社團活動
麗山高中學生的社團活動，依照該校規定：「高一生至少需參加一個社團，高二起自由參加，至多可參加三個社團；高三不得參與社團。凡參加學生服務隊、資優課程等高一學生，可不必再參與其他社團活動。」，但學生依然可照自身意願，以非正式社員的身份參加其他社團的活動。
依臺北市立麗山高級中學學生社團組織實施辦法，麗山高中社團分成以下三類：
- 校隊：經遴選或特別指派才予參加，參加後不得無故退出。現有三種校隊，射箭隊、手球隊與田徑隊。
- 指定社團：指學校因校務發展規劃指定成立之社團，不受社員十五名以上之人數限制。
- 一般社團：由學生自發成立，社員須達十五名才可成立。

##### 指定社團
- 班級聯合會（班聯會）

主要活動地點是北棟一樓之社團辦公室，於重大校內活動前才有集會（如校慶等）。依行政、立法分立原則，分別行使職權，行政部門為行政會，下設各組；立法部門為立法會，下設秘書處與委員會。行政會下設組別設有行政事務組、活動組、公共關係組、社團事務組、美術文宣組、資訊組、學生權益及權利組。
- 畢業生聯合會（畢聯會）
自治性社團，以高三班級為單位推派代表，規劃、製作畢業紀念冊、畢業光碟、畢業典禮等項目。該社團擁有獨立經費。
  - 畢業紀念冊小組：高三每班推派一至二名，負責企劃、製作畢業紀念冊。
  - 畢業光碟小組：高三每班推派一至二名，負責企劃、製作畢業光碟。
  - 畢業典禮籌備會：屬於任務型編制，負責畢業典禮的企劃與執行，成員來自已獲得大學入學資格之高三學生，為自由參加。
- 青翎刊物編輯社
  - 常被簡稱為青翎刊編，其前身為創校時即成立的校刊社。發行校刊麗山清籟創刊號後改名為刊物編輯社，並接手原本由教務處負責的校報麗山采風。主要負責編輯校刊麗山清籟、校報麗山采風，有時也會協助學校編輯其它刊物，如校慶特刊。
  - 刊物
    - 校刊麗山清籟。
    - 校報麗山采風。
    - 班聯電子月報。2022年3月，與本校班級聯合會立法會簽訂《跨部會跨社團合作案》，與班級聯合會立法會資訊委員會共同製作，於立法會網站每月更新。

  - 獎項
    - 2016年，麗山采風第拾伍期榮獲105年度全國高級中等學校「織錦文心—學生校園刊物競賽」高中組報紙類銀質獎、美編獎。
    - 2017年，麗山采風第拾陸期《My Treasure》榮獲106年度全國高級中等學校「丹文玉版—學生校園刊物競賽」高中組校刊書刊類銅質獎、美編獎。
    - 2018年，麗山清籟第拾柒期《都卜勒》榮獲107年度全國高級中等學校「菁莪釆風—學生校園刊物競賽」高中組校刊書刊類銀質獎、美編獎。
    - 2019年，麗山清籟第拾捌期《樹說》榮獲第二屆紀州庵校園刊物特展競賽佳作。
    - 2021年，麗山清籟第貳拾期《劇透》榮獲110年度全國高級中等學校「子衿青歌—學生校園刊物競賽」高中組校刊書刊類銅質獎。
    - 2022年，麗山清籟第貳拾壹期《按一下／以新增標題》榮獲111年度全國高級中等學校「眾文青舞—學生校園刊物競賽」高中組校刊書刊類佳作。
- 星嵐大使團 Lishan Flowinds Student Ambassador Club （页面存档备份，存于）
  - 為一英語社團，入團需經過面試，成立目的為接待外賓，主要為家長與外賓參觀導覽，另外還有為國中學生參訪接待導覽並擔任親善大使，以及參與校內外國際交流活動[12]。團員必須口齒清晰、英文口語表達佳、反應迅速、吃苦耐勞，訓練特別注重能以英文介紹學校的校園與教育特色，近年曾接待過國內外友校來賓、國家地震工程研究中心所舉辦的抗震盃競賽、臺灣國際科展來自20個國家的國際參賽師生、法蘭西科學院院士...等等，獲得臺北市教育局、國立臺灣科學教育館、國家地震工程研究中心肯定[7][12][34]，亦多次接受新聞媒體、報社採訪[8][35]。
  - 星嵐大使團為陳偉泓前校長於第七屆所建立（2006），現任指導老師為白玉璽老師。具有特別的徽章領帶制度，高一生通過甄選進到星嵐後將接受一整年的訓練：包括簡報、校園導覽、口譯、國際禮儀等等。每週週五社課時間發表報告，不定期地會有校外考察，以提供英文介紹的景點為主，也會訓練新進團員規劃行程、擔任介紹。
  - 通過新生結業考後便頒發星嵐領帶及銀色徽章，象徵其通過認證，成為星嵐大使團的正式團員；在星嵐服務滿一年後便頒發金色徽章，以感謝其對學校及星嵐的貢獻。徽章圖案為一盾牌，上面有LSFW的字樣，即為星嵐團徽。
  - 主要的幹部有：團長、副團長、攝影組（含設備、網站管理）。其餘職務像是總務、文書、教學等則由團員輪流擔任。
  - 星嵐大使團有自己的攝影組，與學務處文宣隊的攝影組互不隸屬，由星嵐第九屆（麗山十四屆）創立。星嵐攝影組與文宣隊攝影組較為不同的是：文宣隊攝影組拍攝內容多為學校朝會、Taibo比賽等校內活動；星嵐攝影組主要拍攝內容為大使團學術交流、外賓接待的活動照。為了向外國貴賓介紹臺灣自然人文、中華文化，星嵐攝影組團員也常赴各地風景、人文特色、傳統節慶等取景。於校慶、畢業舞會、畢業典禮等麗山大型活動也常可以看到文宣隊及星嵐兩組攝影組互相支援。星嵐攝影組對組員的工作要求相當嚴格，包括影像紀錄、接待外賓的基本職責、活動相片整理並公開上傳、團內設備及網站的管理維護。
- 學生服務隊
  - 文宣隊—典禮組：負責禮儀性質工作，包含升降旗、頒獎事宜與典禮司儀等。
  - 文宣隊—攝影組：原為班聯會中非正式編組，2006年9月起成為學生服務隊編制，縮寫為（LSPR）。負責校內重大活動的影像紀錄，含平面與錄像，為前北區聯合攝影社之成員[註 13] 。
  - 秩序糾察隊：由高二生組成，主要工作為登記遲到與服儀不合格者。
  - 衛生糾察隊：負責各班掃區評分工作。
  - 交通服務隊：上下學控制環山路附近交通，保障學生通勤時的人身安全。
- 星晞服務隊：高一期間會有許多的機會與校外的其他康輔社接觸，能透過這些機會來認識一些其他友社順便培養溝通能力與交際能力並且學習到許多團康帶領。也會趁著寒暑假到偏鄉地區的小學舉辦科學營隊，帶領孩子們從遊戲中快樂學習。

##### 一般社團
麗山高中整體的社團活動較不蓬勃，含青翎刊物編輯社、星嵐大使團等指定社團在內共27個社團。
- 技能性社團
  - 星耘田園社：已於2023年廢社。
  - 星晴雜技社
  - 星跳文學社：創立於2022年。
  - 演說辯論社：創立於2009年，社團活動以口語傳播、邏輯思辨為主，近年於全國各大校際辯論比賽表現突出。
- 研究性社團
  - 星宇天文社：舊名為地球科學社，2011年4月改為現名，由一群熱愛天文的學生所組成。社團活動以觀測為主學術為輔。每學期周末至近郊小學觀測二至三次、學期結束後至高山上觀測數日一次。
  - 星芮生物社：標本觀察，學長姐會教有關生物知識，有社蛇芮芮（白化玉米錦）。
  - 星空科研社
  - 星創電腦研究社：創立於2017年，主要以研究資訊科技為授課內容。
  - 星爆魔法研究社：創立於2022年，與動漫畫社撞名。
  - 電影研究社
- 娛樂性社團
  - 星軒康輔社：創立於2000年。
  - 星璃戲劇社
  - 星戲桌遊社：創立於2012年，舊名為橋藝社，2016年更名為星戲桌遊社。
  - 星爆動漫畫社：前身為動漫社，社課內容有：小說、手繪、動漫、Cosplay。
  - 推理研究社：創立於2010年。
- 藝術性社團：
  - 舞漾社：創立於2000年。常於各種公開場合表演舞蹈。
  - 熱音社
  - 星弦吉他社：創立於2010年，以培養對木吉他的熱忱為主旨。學習唱歌、演奏、認識朋友、在舞台上展現自己。
  - 星韶管樂團：創立於2016年，非校隊。
- 體育性社團
  - 羽球社
  - 男籃社：僅限男性學生參加。
  - 星旋桌球社
  - 星野棒球社：創立於2020年，在2021黑豹旗有亮眼的成績，卻不敵強敵鶯歌工商而止步64強，團隊以日系球風著稱，靠著固若金湯的守備以及戰術系統征戰各聯賽，更於2022年九月在秋季聯賽拿下四勝一敗戰績榮獲亞軍。
  - 網球社：創立於2005年。曾於2020年底至隔年1月時，因人數不足15人而遭停社，其社員大多暫時加入棒球社成立網球部，而後於2021年1月8日因收入16人而成功復社。
  - 漂浮排球社

### FRC(FIRST Robotic Competition)
FRC7589 Lishan Blue Magpie
- 非社團
- 致力於推廣STEM教育和啟發科技人才
- 由麗山高中學生與老師於2018成立
- 新秀年(Rookie Year)：2019
- 歷年事蹟
  - 2018年團隊創立
  - 2019年團隊前往佛雷斯諾參加Central Valley Regional榮獲FRC新秀全明星獎（Rookie All Star)，獲得底特律世界決賽資格。
  - 2023年團隊前往聖地牙哥參加San Diego Regional presented by Qualcomm

## 特色

### 特色課程

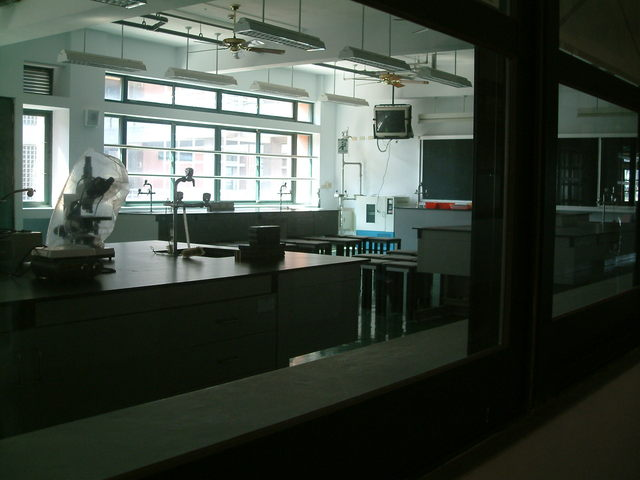
化學實驗室

##### 研究方法及專題研究
每個禮拜三堂，是由每個學生尋找其最有興趣的科目，進行相關研究，在各校是屬於資優班的特色課程。此課程讓學生在基礎課程之外，更有機會學到他們所真正想學的知識，並以實驗證實他們所懷疑的事物，是高一及高二的必修課程，同時也是全國第一個將研究方法及專題研究課程列為全校必修的高級中學。
研究方法課程（簡稱為研方）分為兩階段：
- 第一階段為高一上學期第一周到第六周，學生將隨機被分到各科目，此階段主要教導學生最基礎的研究技巧，例如：實驗設計、數據分析、結果呈現等等[36]。
- 第二階段為專題初探，學生可以選擇兩個自己喜歡的科目進行體驗，以確定自己是不是真的適合、喜歡這個科目[6]。

專題研究課程（簡稱為專題）：
- 自高一下學期到高二下學期，學生可以選擇自己喜歡的科目進行研究，進到該科專題前須通過任課老師的面試[36]。
- 若學校資源、設備不敷該學生使用，學生可經過申請，到校外進行實驗，常見地點包括各公私立大學、實驗室、甚至是政府機關（各縣市衛生局等等）。

因為專題研究的創立，也使麗山高中創校以來，獲得國內外超過近三百多個獎項。其中多次奪得全國科展、臺灣國際科展（TISF）及美國英特爾國際科展（ISEF）獎項，將麗山高中推向國際舞台。小行星協會會用英特爾國際科展得獎作品的研究者名字為新發現的小行星命名，麗山目前有5位同學獲得此榮耀。同時也有12位老師獲得臺北市科展優良指導教師的殊榮。
研究結果的呈現：
- 在研方及專題課程結束後各科教師會舉辦各式發表活動。
- 理科專題多為科展、研究論文、各項科學獎助計畫。
- 文科專題多為小論文比賽。

麗山科學人才培育計畫：
為99學年度之新設的校內專題研究補助計畫，主要資金源自於高瞻計畫及優質學校補助。其目的是為了鼓勵有目標的專題小組持續進行研究，師資由20位自然科學專題教師及教授群組成，有效減輕一般專任教師的教學壓力，也是為了將校內的專題課程做精緻化的處理。

##### 科學素養
從103學年度開始實施，可分為三大類別－社會中的科學、生活中的科學、科技中的科學，每類別開設多門課程。課程內容由知識取向轉為素養取向，強調科學想法的理解及應用、以及科學、科技、社會、環境之間的連結。

### 國際交流
麗山高中所舉辦的國際交流如下：

##### 年度固定
- 新加坡法國學校：每年交換數十名學生，於寒假時前往新加坡交換一星期，十月時接待來自該校的學生。
- 英國肯特郡Bethany School （页面存档备份，存于） ：每年交換數名學生於每年寒假時前往英國交換兩星期，十月時接待來自該校的學生。
- SKYSEF中學生國際科學和技術論壇（日本）
  - 名城大學附設高中
  - 靜岡北高校
  - 早稻田大學附設北條高中
  - 千葉縣長生高校
- 馬來西亞檳城鍾靈中學。
- HASSE：NASA休士頓太空學校[12][39][40][41]。
- 國家地震工程研究中心舉辦的抗震盃。

##### 重要交流活動
- 2010年高瞻計畫：與新加坡國立大學附屬數理中學合作，2010年第一期結案，赴新加坡參訪頂尖數理高中，簽下課程與科學研究發展備忘錄。
- 河北省邯鄲市第一中學交流團。
- 日本早稻田大學本庄高等學院交流團。
- 日本靜岡高等學院交流團。
- 與美國阿肯色州 Little Rock Central High School （全美排名前三十中學）討論交換事宜。
- 2009年，為2009臺北聽奧接待學校之一[14]。
- 2014年、2015年，為臺灣國際科展（TISF）的指定接待學校[35]。
- 2015年，与北京陈经纶中学结成友好学校，两校将在科技教育、素质教育方面进行深入合作，进行师生互访交流，共促教学品質提升，培养更多个性化杰出人才。
- 2015年，日本常翔高校246名師生來校參訪。
- 2015年，新加坡中學生聯合參訪團。
- 2015年，法蘭西科學院院士暨法國La Mainà la Pâte協會負責人蓋雷教授（Dr. Yves Quere）及雷納（Dr. Pierre Lena）來訪[34]。
- 2017年5月，前往大阪與吹田東高校進行校際交流。

### 其他學校相關事項

##### 跑班制
- 麗山高中為現今唯一仍實行跑班制的高中[註 14][註 15]搭配「分科分層制度」，校舍將同科目教室設計在同一層樓，例：中棟五樓為地球科學層、中棟四樓為物理層...。此制度主要的用意是讓該科老師有佈置教室情境的機會，讓學生進到該樓層就可以感受到該科氣氛，同時也方便老師使用大型實驗設備進行示範，也可以讓學生提早適應大學跑班[12]。
  - 校方的資料有時會描述專題課程的跑班為「大跑班」，而一般上課時的跑班為「小跑班」[15]。
  - 每個班級會分配一間教室作為固定的集合地點，班級學生於早自習、午休、班會等班級時間全班會在該教室集合。
  - 高三為準備升學考，故一律不跑班。期中考、期末考、模擬考，這些期間全校也一率不跑班。

## 校友

### 校友會
2006年8月18日，於圖書館召開麗山高中校友會籌備會成立大會，會議中邀請了校友數量不少的成功大學之麗山校友會會長（第二屆）、臺灣大學負責活動聯絡的第一屆學長分享活動經驗，並選出各大學或地區負責聯絡的校友。
2007年8月15日，於輔導室成立校友總會籌備會。

### 傑出校友
- 鄧宇成：2020年夏季奧林匹克運動會，男子射箭團體銀牌。
- 趙顯章：手球旅日選手